# Könyves Norbert
Könyves Norbert (szerbül: Norbert Kenjveš; Topolya, 1989. június 10. –) szerbiai születésű magyar válogatott labdarúgó, a Kazincbarcika játékosa.

## Pályafutása

### Klubcsapatokban
2005 és 2008 között Topolya város labdarúgócsapatában játszott, az FK Bačka Topolaban. 2009. február 1-jén az MTK Budapest FC szerződtette le. Három és fél év alatt 74 első osztályú mérkőzésen lépett pályára, amelyeken összesen 13 gólt szerzett. 2012. december 3-án a Paksi FC csapatához szerződött. Itt két és fél évet játszott, összesen 56 mérkőzésen 16 találatot ért el. 2015. szeptember 1-jén a Vasas SC csapatához igazolt. 2016. augusztus 30-án igazolt a Debreceni VSC csapatába, ahol 56 találkozón 14 gólig jutott. 2019. január 24-én a Debreceni VSC hivatalos közleményében köszönt el Könyvestől. 2019. január 31-én a Paksi FC csapatához igazolt, ahol 41 mérkőzésen 13 gólt ért el. 2020. augusztus 4-én a Zalaegerszegi TE FC csapatához igazolt. 2021 nyarán az NB II-ben szereplő Diósgyőri VTK játékosa lett. 2023. június 2-án bejelentették, hogy a klub és a játékos közös megegyezéssel szerződést bontanak. Könyves két évet töltött a miskolci csapatban, az NB II-ben a 2022–2023-as szezonban a bajnoki címet nyerő csapat tagja volt. Összesen negyvennyolc bajnokin lépett pályára a klub színeiben és tizenhét gólt ért el. 2023 júliusában a Paks együtteséhez igazolt. 2024. július 23-án visszatért Angyalföldre, és az NB II-ben szereplő Vasashoz igazolt. 2025. július 14-én a története első élvonalbeli idényére készülő Kazincbarcikai SC jelentette be a szerződtetését.

### A válogatottban
2020 szeptemberében meghívót kapott Marco Rossi szövetségi kapitánytól az októberi bolgár, szerb és az orosz válogatottak elleni válogatott mérkőzésekre készülő magyar válogatott 26 fős keretébe. A szerbek elleni Nemzetek Ligája mérkőzésen megszerezte első gólját a válogatottban.

## Statisztika

### A válogatottban
| Magyarország | Magyarország | Magyarország |
| Év           | Mérk.        | Gólok        |
| ------------ | ------------ | ------------ |
| 2020         | 5            | 1            |
| Összesen     | 5            | 1            |

### Mérkőzései a válogatottban
| Magyarország | Magyarország       | Magyarország                 | Magyarország | Magyarország | Magyarország | Magyarország    | Magyarország | Magyarország |
| #            | Dátum              | Helyszín                     | Hazai        | Eredmény     | Vendég       | Kiírás          | Gólok        | Esemény      |
| ------------ | ------------------ | ---------------------------- | ------------ | ------------ | ------------ | --------------- | ------------ | ------------ |
| 1.           | 2020. október 11.  | Belgrád, Rajko Mitić Stadion | Szerbia      | 0 – 1        | Magyarország | Nemzetek Ligája | 1            | 20' 63'      |
| 2.           | 2020. október 14.  | Moszkva, VTB Aréna           | Oroszország  | 0 – 0        | Magyarország | Nemzetek Ligája | -            | 83'          |
| 3.           | 2020. november 12. | Budapest, Puskás Aréna       | Magyarország | 2 – 1        | Izland       | Eb-selejtező    | -            | 84'          |
| 4.           | 2020. november 15. | Budapest, Puskás Aréna       | Magyarország | 1 – 1        | Szerbia      | Nemzetek Ligája | -            | 57'          |
| 5.           | 2020. november 18. | Budapest, Puskás Aréna       | Magyarország | 2 – 0        | Törökország  | Nemzetek Ligája | -            | a szünetben  |
|              | Összesen           |                              |              | 5            | mérkőzés     |                 | 1            | gól          |

## Sikerei, díjai

### Klubcsapatokkal
MTK
- Magyar kupa
  - döntős: 2012

 Diósgyőr
- NB II bajnok: 2022–23

 Paks
- Magyar kupagyőztes: 2024, [12] 2025[13]
- Magyar bajnokság ezüstérmes: 2023–24
- Magyar bajnokság bronzérmes: 2024–25

## Fordítás
- Ez a szócikk részben vagy egészben  a   Norbert Könyves című angol Wikipédia-szócikk ezen változatának fordításán alapul.  Az eredeti cikk szerkesztőit annak laptörténete sorolja fel. Ez a jelzés csupán a megfogalmazás eredetét és a szerzői jogokat jelzi, nem szolgál a cikkben szereplő információk forrásmegjelöléseként.